# Namibian Basketball Federation
Die Namibian Basketball Federation (NBF) wurde 1992 in der namibischen Hauptstadt Windhoek gegründet. Der Dachverband des Basketballs in Namibia entwickelte sich aus dem Schulsport an der Deutschen Höheren Privatschule Windhoek (DHPS). Der Verband reguliert unter anderem die namibischen Basketball-Ligen sowie andere nationale Wettbewerbe und entsendet die namibische Basketballnationalmannschaft der Männer sowie der Damen.
1997 fand die Anerkennung der NBF durch die Fédération Internationale de Basketball (FIBA) statt.
Die NBF ist seit 6. Juli 2010 offiziell in 13 regionale Verbände aufgeteilt, die jeweils eine Region Namibias repräsentieren. Diese Struktur dient dazu den Sport weiter und gezielter fördern zu können.

## Nationale Ebene

### Vereine
Die NBF hat sieben Mitgliedsvereine, die verschiedene Mannschaften in den Klassen Männer, Frauen und Jugendliche stellen.
- Tomahawks, Windhoek
  - Tomahawks Man (Männer)
  - Tomahawks Women (Frauen)
- Civics, Windhoek
  - Civics Suns (Männer)
  - Civics Starzz (Frauen)
- Katutura Titans, Windhoek
- Polytec Basketball der Namibia University of Science and Technology, Windhoek
  - Poly Blues (Männer)
  - Poly Dodgers (Frauen)
- NDF Basketball Team der Namibian Defence Force, Windhoek
- WCE Flames des Windhoek College of Education, Windhoek
- UNAM Basketball der Universität von Namibia, Windhoek
  - UNAM Rebels (Männer)
  - UNAM Stormers (Jugend)
  - UNAM Wildcats (Frauen)

### Ligen
Die erste Liga wurde 1989, d. h. vor Gründung des Verbandes ins Leben gerufen und bestand aus verschiedenen Schulmannschaften, die sich vor allem aus Kindern von ausländischen Experten zusammensetzen. Nur wenige Namibier spielten in den Mannschaften. Dieses hat sich jedoch seit 1997 stark verändert.
Die nationale Liga gliedert sich in fünf regionale Ligen (jeweils für Männer und Frauen), damit aufgrund der großen Entfernungen die Durchführbarkeit ohne extreme Reisekosten sichergestellt werden kann. Die regionalen Ligen werden auch regional verwaltet.
- Central League (auch als "Khomas League" bezeichnet)
- Coastal League (auch als "Erongo League" bezeichnet)
- North East League (auch als "Caprivi League" bezeichnet)
- North League(auch als "4-O League" bezeichnet)
- Northern League (auch als "Kavango League" bezeichnet)

#### Modus
Die Ligen werden als Turniere oder als Hin- und Rückspiele ausgetragen. Die besten acht oder besten vier Mannschaften jeder regionalen Liga spielen im Modus Best of Three die Play-offs aus.
Die Sieger der regionalen Ligen spielen die Nationale Meisterschaft (National Championship) unter sich aus. Der Erste und Zweite der regionalen Ligen "North", "Northern" und "North East" qualifizieren sich für das Ausscheidungsturnier der Nordmannschaften, sowie die ersten drei Mannschaften aus der "Central League" sowie der Sieger der "Coastal League" für das Ausscheidungsturnier der Südmannschaften. Die ersten beiden Mannschaften der beiden Qualifikationsturniere spielen in einem einfachen Halbfinale um den Einzug in das Finale der nationalen Meisterschaft. Der dritte Platz wird ebenfalls ausgespielt.

## Internationale Ebene

### Nationalmannschaft
Die NBF entsendet zu internationalen Turnieren seit 1997 Nationalmannschaften für Männer und Frauen in verschiedenen Altersklassen. Die Nationalmannschaften konnten sich bisher noch für keine größeren internationalen Turniere qualifizieren.